# Kate MccGwire
Kate MccGwire (* 1964 in Norwich, England) ist eine britische Bildhauerin und Installationskünstlerin.

## Leben
Kate MccGwire wuchs in den Norfolk Broads, einer für seine Naturräume bekannten Gegend an der Ostküste Englands, auf. Ihr Vater war Bootsbauer, sodass sie bereits als Kind viel Kontakt zur Natur hatte, was ihr späteres künstlerisches Schaffen laut eigener Aussage prägte. Sie arbeitete mehrere Jahre als Bauzeichnerin, bevor sie sich entschied, ihre eigenen Ideen künstlerisch zu verwirklichen. Sie studierte zunächst angewandte Kunst am University College for the Creative Arts in Farnham und schloss 2001 mit BA und Auszeichnung ab. Danach widmete sie sich einem Masterstudium der Bildhauerei am Royal College of Art in London und absolvierte dieses 2004. Die Künstlerin lebt und arbeitet in London und stellt international aus.

## Werk
Kate MccGwire arbeitet mit natürlichen Materialien, hauptsächlich Federn. Viele ihrer Arbeiten zeigen in sich verschlungene "Kreaturen", die in der Formgebung zumeist an Eingeweide, Schlangen oder Möbiusschleifen erinnern. Die Oberflächen der Kunstobjekte sind vollständig mit akkurat positionierten, enganliegenden Federn bestückt. Ihre Arbeiten haben kein Anfang und kein Ende, sie wirken skurril, formschön elegant und unheimlich zugleich. 
Die verwendeten Federn sammelt sie jeweils selbst oder lässt sie sich postalisch von Vogelzüchtern zustellen. Viele stammen von sich mausernden Vögeln, andere von toten (etwa Krähen, die von Bauern erschossen wurden). Indem sie häufig Taubenfedern verarbeitet, setzt MccGwire der Alltäglichkeit und Abwertung der Tiere, die auch als Krankheitsüberträger gelten, gleichzeitig Schönheit entgegen. Die Verbindung von Ästhetik mit Ekel nimmt eine große Rolle in MccGwires Schaffen ein. The dove is the symbol of peace, purity, and fertility, [...] but it’s exactly the same species as a pigeon—which everyone regards as being dirty, foul, a pest. - Kate MCcGwire.
Sie umgibt manche ihrer Arbeiten mit schützenden Glashauben oder antiken Vitrinen, was diese dann trotz der naturnahen Materialien besonders hochwertig erscheinen lässt. 
MccGwire gestaltet auch großräumige Installationen aus Federn. Einige dieser Installationen wirken, als würde Wasser sich aus nicht definierten Öffnungen oder auch aus Kanalisationsrohren auf den Boden ergießen. Auch hier spielt die Künstlerin auf Tauben, als "Ratten der Lüfte" an. 
Andere Installationen hingegen sind so angelegt, dass sie sich fast unmerklich bewegen, was die Künstlerin als Atmen bezeichnet. Sie sagt auch, dass sich ihre Werke in ihrer Vorstellung alle bewegen und etwas sehr Lebendiges an sich haben.
Kate MccGwire über ihre Kunst: My work employs a range of binary emotions, from beauty and disgust to fear and allure, so everyone’s reaction is different, guided by their own experiences and affinities. I wouldn’t like to impose my expectations on the viewer experience as I hope the work will inflict its own sense of meaning.

## Ausstellungen (Auswahl)
- 2016 Mir ist das Leben lieber. Sammlung Reydan Weiss, Weserburg Museum für moderne Kunst[12], Bremen (zu sehen ist MccGwires Werk 'Skein')
- 2016 Rare Bird John James Audubon and Contemporary Art, Berman Museum of Art, Pennsylvania, USA
- 2015 Glasstress 2015 Gotika, an official collateral event of the 56th Venice Biennale, Venedig, Italien
- 2015 The Collective, The Drawing Room, The House of St Barnabas, London, Großbritannien

## Auszeichnungen
- 2013 Judge of the Aesthetica Art Prize
- 2008 Gewinnerin des Heart of Glass Awards